# مطار أدري
مطار أدري هو (بالفرنسية: Aérodrome d'Adré)‏ هو مطار للاستخدام العام يقع بالقرب من أدري، في منطقة وداي، تشاد.